# Пак, Витольд Витольдович
Пак Витольд Витольдович (20 мая 1935, Сталино — 25 декабря 2002, Донецк) — советский и украинский математик, горный инженер и педагог, автор более 120 изобретений. Сын академика АН Украины Витольда Степановича Пака.

## Биография
В 1958 году окончил обучение в Донецком индустриальном институте по специальности «Горные машины». До 1976 года работал в НИИ горной механики АН УССР имени Н. Г. Федорова, возглавлявшего лабораторию центробежных вентиляторов.
Уже в первые годы работы Витольд Витольдович создал принципиально новые аэродинамические схемы центробежных вентиляторов, которые могли полностью обеспечить проветривания глубоких и сверхглубоких угольных шахт Донбасса и СССР. КПД разработанных им и его коллегами вентиляторов составлял 84-85 %, это позволило вывести отрасль на мировой уровень.
В 1963 году Витольд Витольдович защитил в московском ИГД имени Скочинского кандидатскую диссертацию на тему «Исследование некоторых закономерностей рабочего процесса колес высоко экономических центробежных вентиляторов и метод определения оптимального режима их работы». Результаты дальнейших исследований составили основу докторской диссертации на тему «Аэродинамические исследования и расчет шахтных элементов вентиляционных установок с центробежными вентиляторами», её же защитил в 1971 году.
Впоследствии Витольд Витольдович и его коллеги работали над созданием ряда шахтных вентиляторов, которые бы можно было эксплуатировать в низкотемпературных условиях, в том числе на крайнем севере. Ими разработан самый большой в мире вентилятор такого класса «Север», который позволил осуществлять эффективное проветривание шахт в Норильске. За эти достижения 1981 года Витольд Витольдович награждён Государственной премией СССР, а в 1982 году — золотой медалью ВДНХ Украины.
Ещё одно важное направление исследовательской и изобретательской деятельности Пака — применение «гибких» элементов в вентиляторах, где Витольд Витольдович совершил несколько изобретений, защищенных авторскими правами, запатентованными. За работу в этом направлении в 1987 году Всемирная организация интеллектуальной собственности при ООН наградила В. Пака почетным дипломом.
Работал заведующим кафедрой высшей математики Донецкого политехнического института. Стал председателем научно-методической комиссии по математике при Министерстве образования и науки Украины. 1993 года он стал членом национального Совета по математике и механике Минвуза Украины. От создания ВАК Украины стал членом экспертного совета горного профиля. За выдающиеся достижения в образовании и активное участие в становлении промышленного потенциала Украины 1992 года получил звание «Заслуженного деятеля науки и техники Украины». 22 апреля 1994 года избран академиком Инженерной академии Украины по специальности «Геология, добыча и переработка полезных ископаемых», а 25 февраля 1997 года — членом-корреспондентом Академии горных наук Украины.
25 декабря 2002 года Витольд Витольдович Пак умер после болезни.

### Интересные факты
- В студенческие годы дружил с Анатолием Соловьяненко, вместе с которым посещал уроки вокала Александра Коробейченко, оперного певца[1].

## Основные труды
В целом Витольд Витольдович Пак опубликовал свыше 400 научных работ, среди них 9 монографий. Он подготовил 4 доктора и 8 кандидатов технических наук. Автор более 120 изобретений.
Некоторые монографии
- «Элементы шахтных вентиляционных установок главного проветривания» (М: Недра. 1972)
- «Шахтные центробежные вентиляторы» (М: Недра. 1976)
- Пак В. В., Носенко Ю. Л Высшая математика : Учебник. — Д.: Сталкер, 1997. — 560 с.

## Награды, звания и память
- Государственная премия СССР (1981)
- Золотая медаль ВДНХ Украины (1982)
- Почетный диплом Всемирной организации интеллектуальной собственности при ООН (1987)
- Заслуженный деятель науки и техники Украины (1992)
- Кафедра высшей математики ДонНТУ носит имя. Пака[2].
- Учреждена стипендия имени Пака в ДонНТУ, которой ежегодно награждается студенты второго курса университета, продемонстрировавших успехи в математике и научном творчестве.